# Красикова, Анна Феодосьевна
А́нна Феодо́сьевна Кра́сикова (24 февраля 1947 год, село Сачивки, Брестская область, Белорусская ССР) — колхозница, оператор машинного доения колхоза имени Сотникова Сорочинского района Оренбургской области. Полный кавалер ордена Трудовой Славы. Депутат Верховного Совета РСФСР 9-го созыва.

## Биография
Родилась 24 февраля 1947 году в селе Сачивки Брестской области в крестьянской семье. Получила неполное среднее образование в родном селе.
В 1964 году переехала в село Бурдыгино Сорочинского района, где стала работать в овощеводческой бригаде колхоза имени Сотникова Сорочинского района. В 1968 года перешла на работу на молочную ферму этого же колхоза. Первое время обслуживала вручную 17 коров. После введения автоматизации обслуживала 40 коров. Применяя передовой опыт увеличила надои от каждой коровы в среднем около 3 тысяч килограмм молока и позднее — до 4140 килограмм.
За досрочное выполнении заданий девятой и десятой пятилеток была награждена орденами Трудовой Славы 3 и 2 степени (в 1978 и 1984 годах). В 1990 году была награждена орденом Трудовой Славы 1 степени «за достижение высоких результатов в производстве, переработке и продаже государству сельскохозяйственной продукции на основе применения прогрессивных технологий и передовых методов организации труда».
Избиралась депутатом Верховного Совета РСФСР (1975—1980).
В 2001 году вышла на пенсию. Проживает в селе Бурдыгино Сорочинского района Оренбургской области.

## Награды
- Орден Трудовой Славы 3 степени — 30.03.1978, № 381051
- Орден Трудовой Славы 2 степени — 14.12.1984, № 20585
- Орден Трудовой Славы 1 степени — 28.08.1990, № 763